# Tatarowo (rejon wołogodzki)
Tatarowo (ros. Татарово) – wieś w Rosji, w rejonie wołogodzkim obwodu wołogodzkiego. W 2010 r. liczyła 12 mieszkańców.